# Stefan Weninger
Stefan Weninger (* 1959 in Augsburg) ist ein deutscher Semitist und Äthiopist. Er ist seit 2001 Professor für Semitistik an der Philipps-Universität Marburg.

## Leben
Nach dem Abitur, das Weninger 1979 am Holbein-Gymnasium Augsburg ablegte, leistete er bis 1981 Zivildienst in einem Kinderheim. Er studierte ab 1982 Semitistik (Hauptfach), Philologie des Christlichen Orients und Allgemeine Sprachwissenschaft (Nebenfächer) an der Ludwig-Maximilians-Universität München u. a. bei Julius Aßfalg, Angelika Neuwirth und Michael Job; 1988 schloss er als Magister Artium ab. Weninger promovierte 1991 in München mit einer Arbeit zum Thema Qanāʿa (Genügsamkeit) in der arabischen Literatur anhand des Kitāb al-Qanāʿa wa-t-taʿaffuf von Ibn Abī d-Dunyā, einem islamischen Gelehrten des 9. Jahrhunderts. 
Anschließend war er wissenschaftlicher Assistent am Institut für Semitistik der LMU, bis er 1997 mit der Schrift Das Verbalsystem des Altäthiopischen: Eine Untersuchung seiner Verwendung und Funktion unter Berücksichtigung des Interferenzproblems habilitierte. Danach blieb er als Oberassistent in München, unterbrochen von Lehrstuhlvertretungen für Semitistik an der Philipps-Universität Marburg (1998/99) sowie Arabistik und Orientalische Philologie an der Universität Leipzig (2000–2001). Weninger wurde 2001 als Nachfolger Walter W. Müllers auf die C4-Professur für Semitistik in Marburg berufen. 
Zusammen mit Joris Peters führte er 2004–2007 das DFG-Projekt Zur Kontinuität des hippiatrischen Erbes der Antike im arabischen Sprachraum des Frühmittelalters. Er gehörte von 2008 bis 2012 dem akademischen Senat der Universität Marburg an. Von 2015 bis 2020 war Weninger 2. Vorsitzender der Deutschen Morgenländischen Gesellschaft (DMG). Von 2016 bis 2020 war er Geschäftsführender Direktor des Centrums für Nah- und Mittelost-Studien (CNMS) der Universität Marburg. Seit 2017 ist er Sprecher der Sektion Semitistik in der DMG; 2021 wurde er zum 1. Vorsitzenden der Deutschen Morgenländischen Gesellschaft gewählt.

## Veröffentlichungen (Auswahl)
- Qanāʿa (Genügsamkeit) in der arabischen Literatur anhand des Kitāb al-Qanāʿa wa-t-taʿaffuf von Ibn Abī d-Dunyā. Klaus Schwarz Verlag, Berlin 1992.
- Gəʿəz. 2. Auflage. Lincom Europa, München 1999 [1993].
- Das Verbalsystem des Altäthiopischen. Eine Untersuchung seiner Verwendung und Funktion unter Berücksichtigung des Interferenzproblems. Harrassowitz Verlag, Wiesbaden 2001.
- Als Herausgeber: Semitic Languages. An International Handbook (= Handbücher zur Sprach- und Kommunikationswissenschaft. Band 36). Mouton De Gruyter, Berlin/Boston 2011.
- Mit Martin Heide: Studies on the Ethiopic Old Testament. Prolegomena to a Critical Edition of the Jeremiah Cycle. Harrassowitz Verlag, Wiesbaden 2022.